# Hemibrycon metae
Hemibrycon metae är en fiskart som beskrevs av Myers, 1930. Hemibrycon metae ingår i släktet Hemibrycon och familjen Characidae. Inga underarter finns listade i Catalogue of Life.